# Hawk Cars

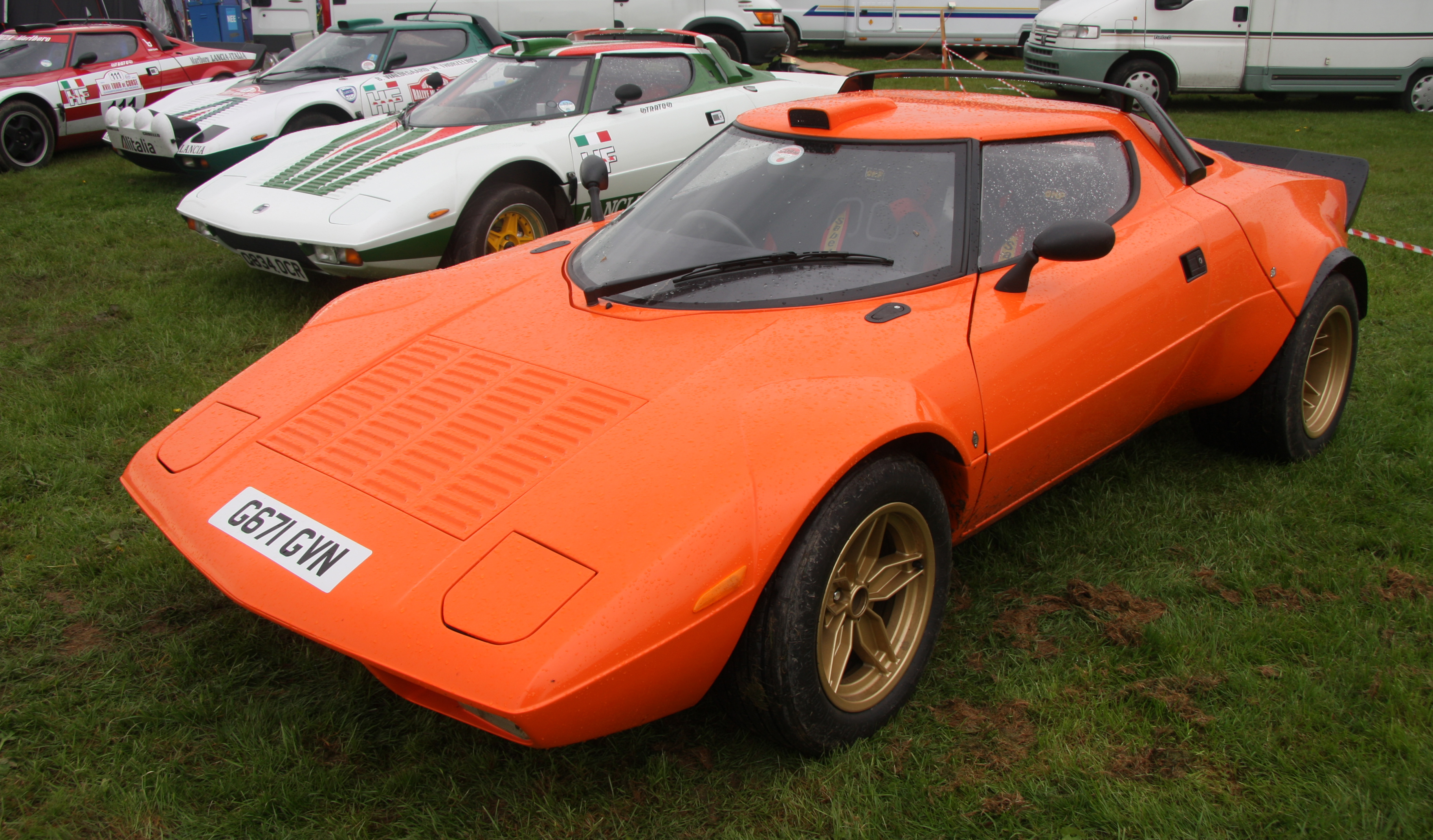
Hawk Stratos

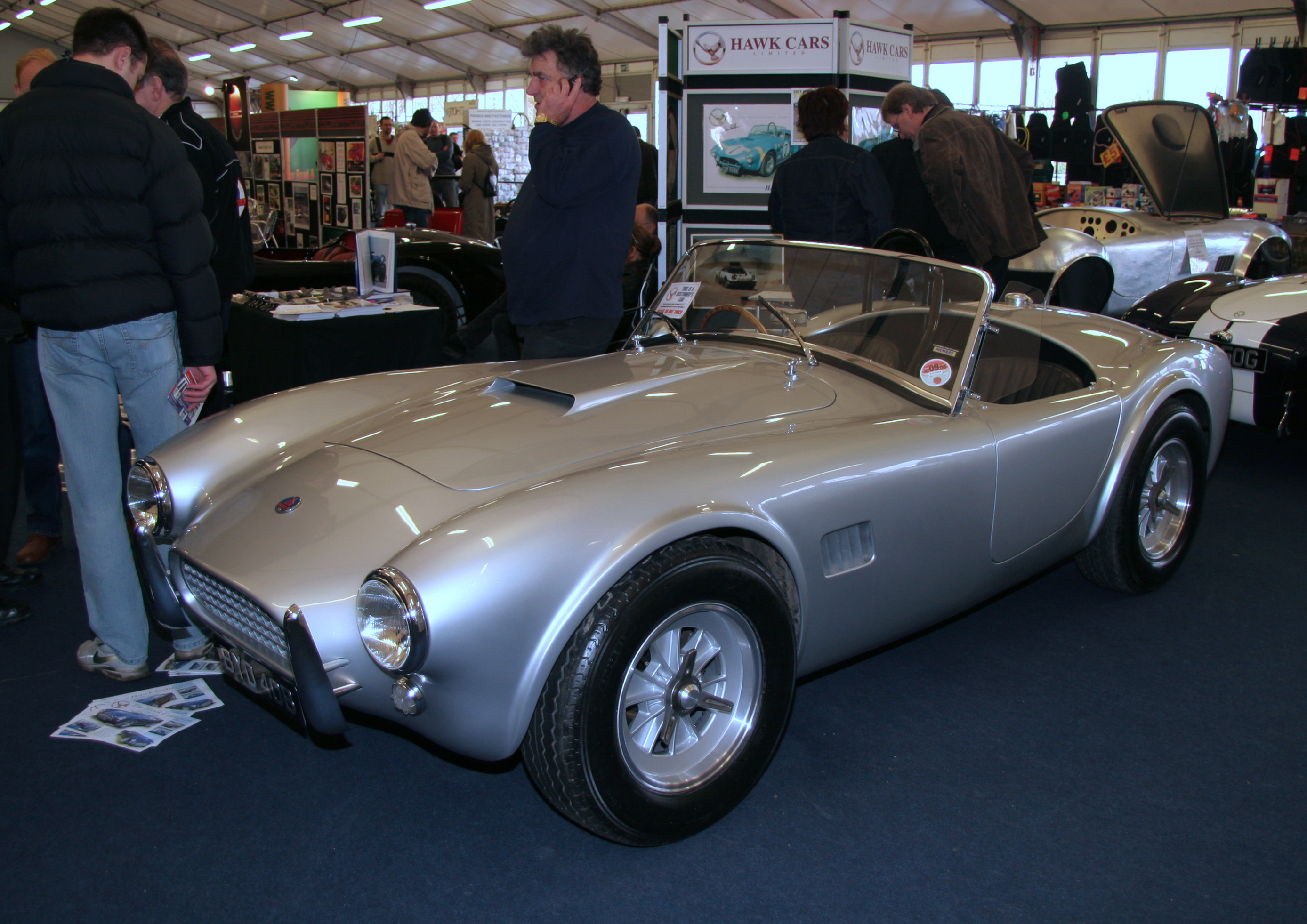
Hawk 289 Series

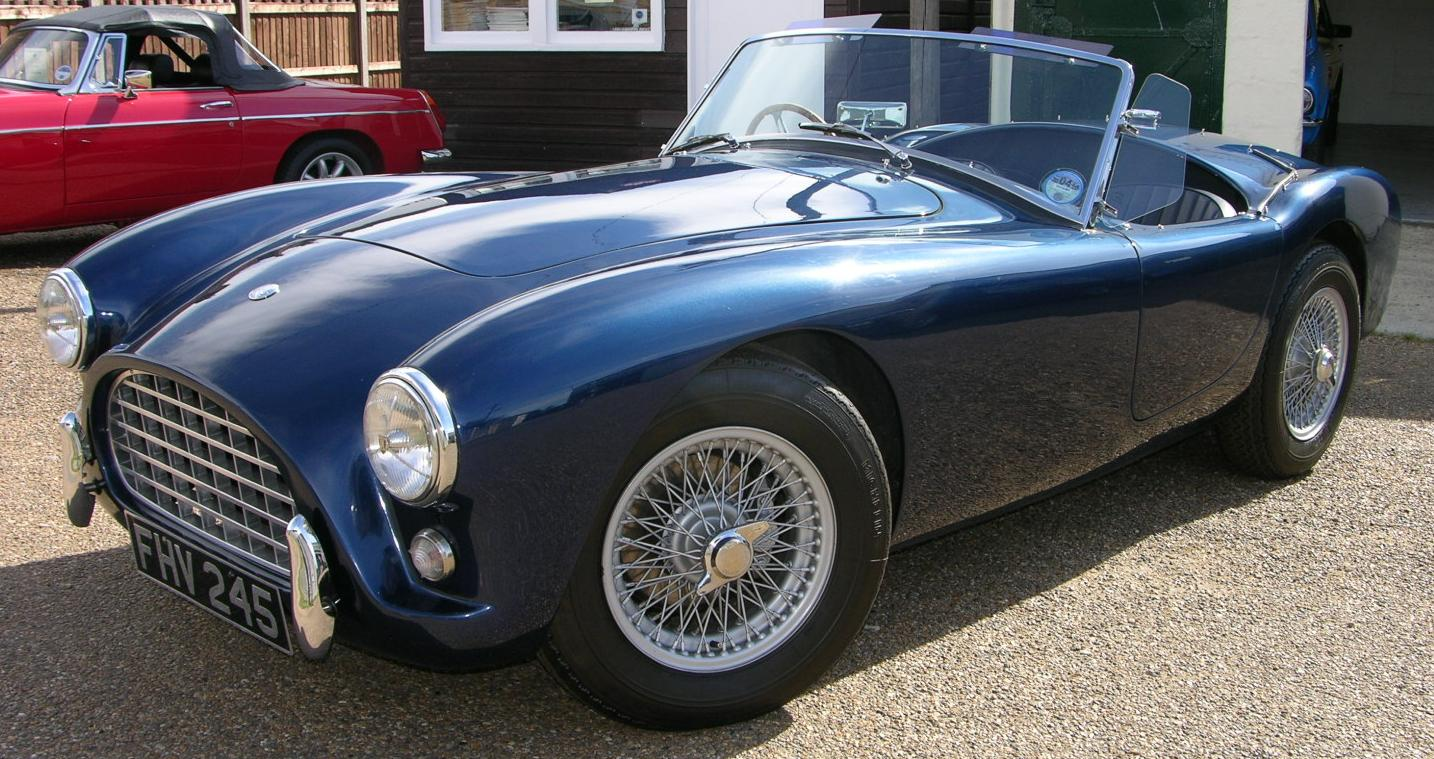
Hawk 2.6

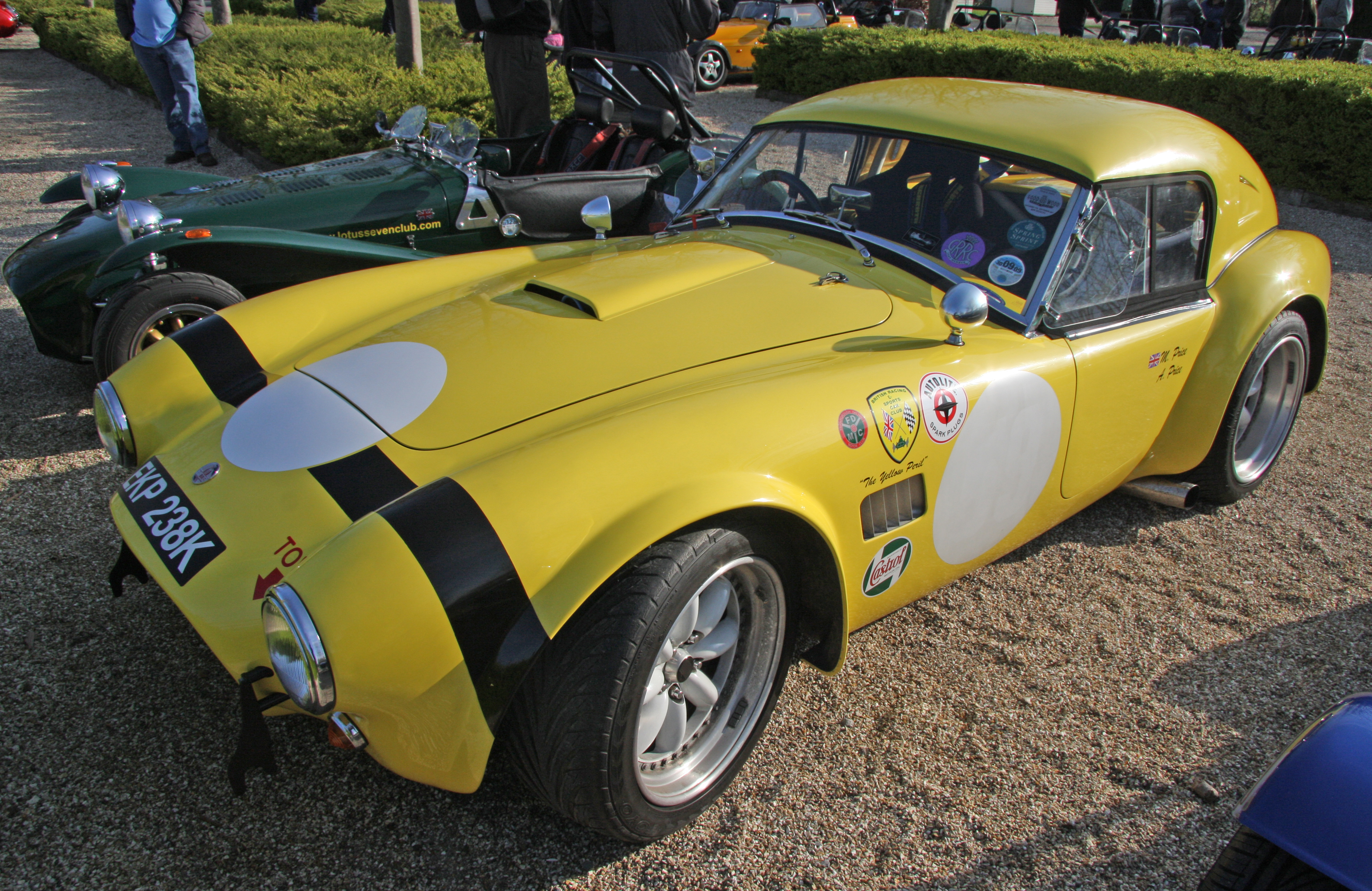
Hawk 427

Hawk Cars Limited ist ein britischer Hersteller von Automobilen.

## Unternehmensgeschichte
Gerry Hawkridge gründete 1986 das Unternehmen in Frant in der Grafschaft East Sussex. Er begann mit der Produktion von Automobilen und Kits. Andere Quellen nennen 1991 als Produktionsbeginn. Der Markenname lautet Hawk. Die Verbindung zu Transformer Cars, an der Gerry Hawkridge beteiligt war, ist unklar. Insgesamt entstanden bisher über 700 Exemplare.

## Fahrzeuge
Das erste Modell Stratos ist eine Weiterentwicklung des Transformer HF 2000. Dies ist die Nachbildung des Lancia Stratos. Verschiedene Motoren von Alfa Romeo und Ferrari treiben die Fahrzeuge an. Bisher entstanden etwa 350 Exemplare.
Vom 246 Dino, einer Nachbildung des Dino 246, entstanden zwischen 1986 und 1992 sechs Exemplare als geschlossene Coupé und zwei als Coupé mit Targadach.
Der 288 GTO, eine Nachbildung des Ferrari 288 GTO, fand zwischen 1986 und 1990 etwa drei Käufer.
Der 275 GTB entsprach dem Ferrari 275 GTB. Zwischen 1987 und 1990 entstanden etwa sechs Exemplare.
Der 289 Series erschien 1990 und ist eine Nachbildung des AC Cobra 289. Ein Fahrgestell aus zwei Rohren bildet die Basis. Der Vierzylindermotor vom MG B treibt die Fahrzeuge an. Bisher entstanden etwa 300 Exemplare.
Die Modelle 1.8 und 2.6 sind dem AC Ace nachempfunden. In das gleiche Fahrgestell wie beim 289 Series können außer dem Vierzylindermotor vom MG B auch Sechszylindermotoren von BMW, Triumph und vom Ford Zephyr montiert werden. Seit 1992 entstanden bisher etwa 50 Exemplare.
Zwischen 1993 und 1994 stand der V12 im Sortiment. Diese Nachbildung des Ferrari 365 Daytona hatte einen Zwölfzylindermotor, der wahlweise von Ferrari oder Jaguar Cars kam. Er fand etwa sechs Käufer.
Der 427 als Weiterentwicklung des 289 Series stand zwischen 2008 und 2010 im Sortiment. Hiervon entstanden etwa zehn Exemplare.
Der Minisprint, auch Stewart & Ardern genannt, war eine Wiederauflage des Minisprint aus den 1960er Jahren. Hawk produzierte zwischen 1996 und 2000, Rally Sport Replicas von 2002 bis 2005 und Enzo Designs zwischen 2010 und 2011.
Eine Besonderheit stellen die Modelle Kirkham 289 und Kirkham 427 dar. Kirkham Motorsports aus Provo im US-Staat Utah lässt diese Modelle in einem Werk in Polen herstellen. Hawk Cars vertreibt sie in Europa. Diese AC-Cobra-Nachbauten haben Karosserien aus Aluminium.